# Japanese Breakfast
Japanese Breakfast és un grup d'indie rock, liderat per Michelle Zauner (n. 1989), música, directora i escriptora estatunidenca d'origen coreà. El grup ha enregistrat 3 discos d'estudi: Psychopomp (2016) editat amb Yellow K Records, Soft Sounds from Another Planet (2017) i Jubilee (2021) a Dead Oceans.

## Història

### 2013–2016: Primeres cançons
La primera publicació de Japanese Breakfast va ser June (2013), el resultat d'un projecte entre Michelle Zauner i Rachel Gagliardi, en el qual cada dia del mes de juny penjaven una cançó en un compte de Tumblr (rachelandmichelledojune). Japanese Breakfast també ha participat en un projecte de cançons amb músics com Gabrielle Smith, Florist, Frankie Cosmos, i Small Wonder. Es penjaven cançons amb una periodicitat diària en el Tumblr "may5to12songs". Totes aquestes cançons es van publicar, com a àlbum digital, el 6 de juny de 2014 al Bandcamp del grup titulant el disc com a Where Is My Great Big Feeling?, seguit de prop d'American Sound el 24 de juny. Posteriorment, tots dos discos es van publicar com a cinta de casset American Sound/Where Is My Great Big Feeling?. Algunes d'aquestes cançons es van enregistrar de forma posterior i apareixen en els dos primers àlbums de Japanese Breakfast.
Mentre estava a Oregon amb la seva família, Zauner va continuar enregistrant com a Japanese Breakfast. Va descriure el projecte com "tenir molt més a dir després de Tropical Jinx, àlbum que va editar el 2014 amb un dels seus grups anteriors, Little Big League.

### 2016–2021:PsychopompiSoft Sounds from Another Planet

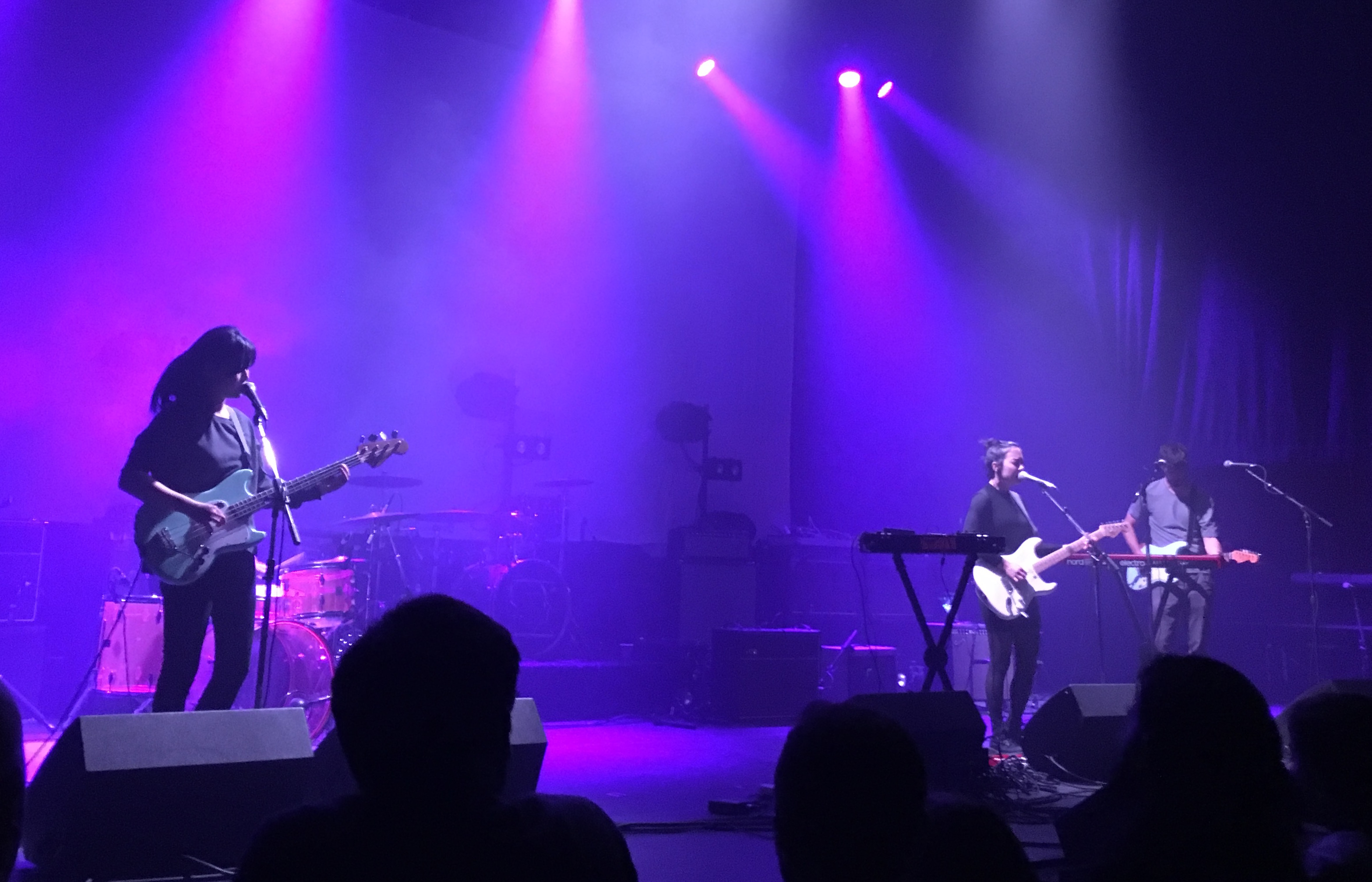
Zauner actuant en directe amb la seva banda el 2017

El dia 1 d'abril de 2016, Japanese Breakfast va publicar el seu primer disc, Psychopomp, a través de Yellow K Records. La Michelle Zauner va descriure l'àlbum com a confrontació de la mort de la seva mare i també, fosc i dur, tot i que no era el desig que tenia en crear-lo. El 23 de juny de 2016, es va anunciar que havia signat amb Dead Oceans. El mateix dia es va publicar el vídeo per la cançó Jane Cum, dirigit per Adam Kolodny. Va ser inspirat en la pelicula The Craft i presenta Zauner i tres amics recollint objectes per fer rituals al bosc.
El 4 de maig de 2017, es va publicar el senzill, Machinist i va anunciar el seu segon àlbum Soft Sounds from Another Planet, que es publicà el 14 de juliol de 2017 El videoclip per Machinist va ser dirigit per la mateixa Zauner, en col·laboració amb Adam Kolodny. La cançó Boyish es va publicar com a senzill el 7 de juny de 2017. El tercer va ser Road House, editat el 6 de juliol de 2017. El 19 d'octubre de 2017 es va publicar un vídeo per la cançó Body is a Blade. Va ser animat usant velles fotografies i vídeos de la mateixa Michelle Zauner visitant les localitzacions en les quals van ser fetes. El va descriure com una "obra molt personal mixta, com un àlbum de retalls". El 13 de febrer de 2018, es va presentar el videoclip per la cançó Boyish, dirigit per la mateix autora. Presenta una noia que va a un ball d'institut on Zauner i el seu grup toquen.
El 2018 es va anunciar que Japanese Breakfast crearia la banda sonora del joc Sable. Inicialment, s'havia de publicar el 2019, tanmateix hi hagué 2 tardances i, finalment, es programà el llançament pel 23 de setembre de 2021.
Al llarg del 2019, va editar dos senzills amb la discogràfica W Hotels, Essentially i una versió de Tears for Fears, Head Over Heels.

### 2021–present:Jubilee
El 2 de març del 2021, es va publicar la cançó Be Sweet, primer senzill del seu tercer àlbum, Jubilee, que seria editat per Dead Oceans el 4 de juny del mateix any. El videoclip, dirigit per ella mateixa, mostra Zauner i Marisa "Missy" Dabice actuant com agents de l'FBI perseguint extraterrestres. El 15 de març de 2021 apareix al programa The Tonight Show Starring Jimmy Fallon, tocant les cançons Be Sweet i Jimmy Fallon Big! El segon senzill és Posing in Bondage, publicat el 8 d'abril de 2021. El video, també dirigit per la mateixa Michelle, presenta a Harmony Tividad de Girlpool com una treballadora d'un supermercat.
El tercer i últim senzill de Jubilee és Savage Good Boy, publicat el 19 de març de 2021. El vídeo també dirigit per Zauner, mostra un home, Michael Imperioli, com un bilionari en un búnquer amb la Michelle com una noia jove que ha convençut per viure amb ell. És una preqüela del vídeo per Posing in Bondage.
El 10 de juny, una versió de la cançó Be Sweet es va publicar en un fictici llenguatge dels videojocs The Sims, i es publica en l'onzena expansió de The Sims 4.